# Kostinbrod
Kostinbrod là một thị trấn thuộc tỉnh Sofia, Bungaria. Dân số thời điểm năm 2011 là 12096 người.

## Dân số
Dân số trong giai đoạn 2004-2011 được ghi nhận như sau:
| Năm | 2004  | 2005  | 2006  | 2007  | 2008  | 2009  | 2010  | 2011  |
| --- | ----- | ----- | ----- | ----- | ----- | ----- | ----- | ----- |
| Dân số | 12047 | 12051 | 12014 | 11995 | 11969 | 11924 | 11896 | 12096 |
| From the year 1962 on: No double counting—residents of multiple communes (e.g. students and military personnel) are counted only once. |       |       |       |       |       |       |       |       |